# ISCA2
ISCA2 (англ. Iron-sulfur cluster assembly 2) – білок, який кодується однойменним геном, розташованим у людей на 14-й хромосомі. Довжина поліпептидного ланцюга білка становить 154 амінокислот, а молекулярна маса — 16 476.
| 10         |  | 20         |  | 30         |  | 40         |  | 50         |
| ---------- |  | ---------- |  | ---------- |  | ---------- |  | ---------- |
| MAAAWGSSLT |  | AATQRAVTPW |  | PRGRLLTASL |  | GPQARREASS |  | SSPEAGEGQI |
| RLTDSCVQRL |  | LEITEGSEFL |  | RLQVEGGGCS |  | GFQYKFSLDT |  | VINPDDRVFE |
| QGGARVVVDS |  | DSLAFVKGAQ |  | VDFSQELIRS |  | SFQVLNNPQA |  | QQGCSCGSSF |
| SIKL       |  |            |  |            |  |            |  |            |

A: Аланін

C: Цистеїн

D: Аспарагінова кислота

E: Глутамінова кислота

F: Фенілаланін

G: Гліцин

I: Ізолейцин

K: Лізин

L: Лейцин

M: Метіонін

N: Аспарагін

P: Пролін

Q: Глутамін

R: Аргінін

S: Серин

T: Треонін

V: Валін

W: Триптофан

Задіяний у такому біологічному процесі, як альтернативний сплайсинг. 
Білок має сайт для зв'язування з іонами металів, іоном заліза, залізо-сірчаною групою. 
Локалізований у мітохондрії.